# Гражданский гуманизм
Гражданский гуманизм — флорентийское направление ренессансного гуманизма рубежа XIV—XV веков, в котором проблемы этики тесно переплелись с социально-политической мыслью. Наметившись в трудах Салютати Колюччо, это направление обрело чёткие формы в творчестве Леонардо Бруни, Маттео Пальмиери, других гуманистов. Выдвинутые ими идеи получали широкий общественный резонанс не только во Флоренции, но и в Милане, Венеции, Риме.

## Основные принципы
Превосходство общественных интересов над личными

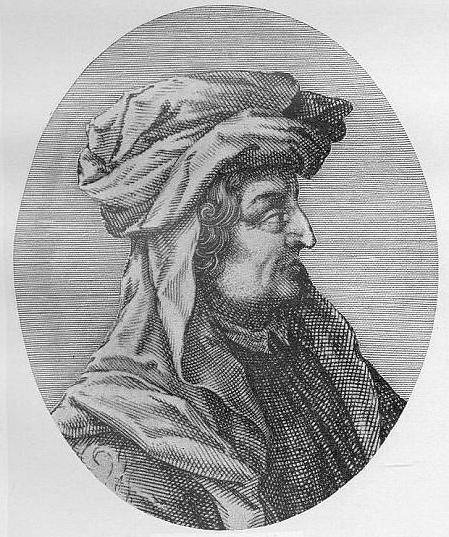
Леонардо Бруни

Леонардо Бруни Аретино (1374—1444) исходил из тезиса античной философии о человеке как существе общественном, наиболее полно раскрывающем себя во взаимодействии с другими людьми. Отсюда и особое внимание гуманиста к проблеме отношений индивида и общества. Бруни решает её однозначно: социальная гармония требует подчинения личного интереса общему благу. Наилучшим государственным устройством он считал республику, основанную на принципах свободы, равенства и справедливости. В повседневной политической практике они, по Бруни, утверждаются лишь тогда, когда все граждане уважают законы государства, а магистраты строго следят за их исполнением и пресекают своеволие отдельных могущественных лиц. Нравственное поведение индивида и различных социальных групп должно исходить из интересов общества в целом — таков лейтмотив этического учения Бруни, а позже и всего направления гражданского гуманизма.
Труд на благо общества
Идеи Бруни получили широкую разработку в творчестве Маттео Пальмиери (1406—1475), видного флорентийского гуманиста и политического деятеля. Основу этико-социальной доктрины Пальмьери составляют принципы служения общему благу и пользы для государства. Ради этого «каждый должен быть готов переносить трудности и подвергать себя опасности». Истинная добродетель, по мысли гуманиста, — труд во имя не только личного, но, что особенно важно, и общественного благосостояния. Всё способное к труду население должно быть занято полезной деятельностью, причём налоги не должны стать разорительными, ведь частные богатства, как считает Пальмиери, — залог благосостояния всего общества. Пальмиери, как и многие гуманисты того времени, не осуждает накопительство — лишь бы оно совершалось «чистыми руками». Богатство, на его взгляд, даёт возможность широкого проявления гражданских добродетелей — мужества, великодушия, щедрости, патриотизма. Отрицая принципы аскетической этики и связанную с ней апологетику уединённой жизни, сосредоточенной на религиозном созерцании, Пальмиери восторженно пишет о благах цивилизации, о ценностях материальной и духовной культуры, созидаемых совместными усилиями всех людей. Активная деятельность человека-гражданина, наполненная трудом, творчеством и заботой об общем благе, по Пальмиери, является долгом каждого живущего в обществе.
Концепция гражданского гуманизма с энтузиазмом разрабатывалась во Флоренции в первой половине XV в. В неё внесли свой вклад видные гуманисты — Джанноццо Манетти, Поджо Браччолини, Донато Аччайуоли и другие. Она переживала некоторую трансформацию позже, в 70-80-е годы, в условиях тиранического режима Медичи.
Политическая свобода
Новый шаг в осмыслении светской этики гражданского гуманизма сделал видный государственный деятель Флоренции Аламанно Ринуччини (1426—1499) в «Диалоге о свободе» (1479). Этот страстный приверженец гражданского гуманизма поставил светскую этику в ещё более тесную взаимосвязь с проблемами устройства политической системы. Одним из центральных понятий в его сочинении стала свобода гражданина. Убеждённый республиканец, ярый противник тирании Медичи (за что и поплатился своей карьерой), Ринуччини рассматривал свободу как важнейшее и непременное условие нравственного совершенствования личности и общества. Равенство и справедливость, в трактовке которых он был близок к Бруни и Пальмиери, предстают в его этике как норма социальной жизни, невозможная в условиях нарушения демократической системы выборов в магистратуры и отсутствия гласности в обсуждении важных государственных дела. Отсюда и вывод Ринуччини, корректирующий нравственный идеал гражданского гуманизма: политическая несвобода резко сокращает возможность активной общественной жизни граждан, она ставит под сомнение сам принцип служения государству, если его олицетворяют тиран и его окружение. В таких условиях сохранить достоинство и порядочность можно лишь отстранившись от политической деятельности, уйдя в уединение творческого труда и именно им принося пользу обществу. Свобода в понимании гуманиста становится высшей моральной категорией, едва ли не главным благом, к которому должен стремиться каждый человек.
В гражданском гуманизме Флоренции сплелись воедино принципы светской этики и размышления о социально-политических порядках. Он утверждал не только ценность земной жизни, совершенствование которой зависело лишь от усилий самих людей, но и идеал волевой, энергичной, руководствующейся разумом личности, которая готова сознательно и ответственно участвовать в делах общества и государства.

## История термина
Термин «гражданский гуманизм» (civic humanism) ввёл в употребление американский историк Ганс Барон (Hans Baron). Первоначально, название Bürgerhumanismus появилось в 1925 в вышедшем в Германии критическом обзоре Барона в применении к особому периоду в истории Флорентинской республики XIV—XV вв. В последующих работах Барон конкретизировал термин «гражданский гуманизм» в попытке точнее описать синтез аполитичного гуманизма Петрарки с патриотическим умонастроением и демократическими гражданскими традициями Флоренции того времени. В англоязычную историографию термин вошёл в 1955 с работой Ганса Барона The Crisis of the Early Renaissance («Кризис раннего Возрождения») и благодаря трудам самого Барона, а также трудам другого известного специалиста Феликса Гильберта (Felix Gilbert) быстро получил широкое признание среди англоязычных историков, философов и искусствоведов.